# Хайленд (округ, Огайо)
Округ Хайленд (англ. Highland County) располагается в США, штате Огайо. По состоянию на 2010 год, численность населения составляла 43 589 человек.

## География
По данным Бюро переписи США, общая площадь округа равняется 1 445 км², из которых 1 432 км² суша и 12 км² или 0,84 % это водоёмы.

### Соседние округа
- Фейетт (Огайо) — север
- Росс (Огайо) — северо-восток
- Пайк (Огайо) — восток
- Адамс (Огайо) — юго-восток
- Браун (Огайо) — юго-запад
- Клинтон (Огайо) — северо-запад

## Демография

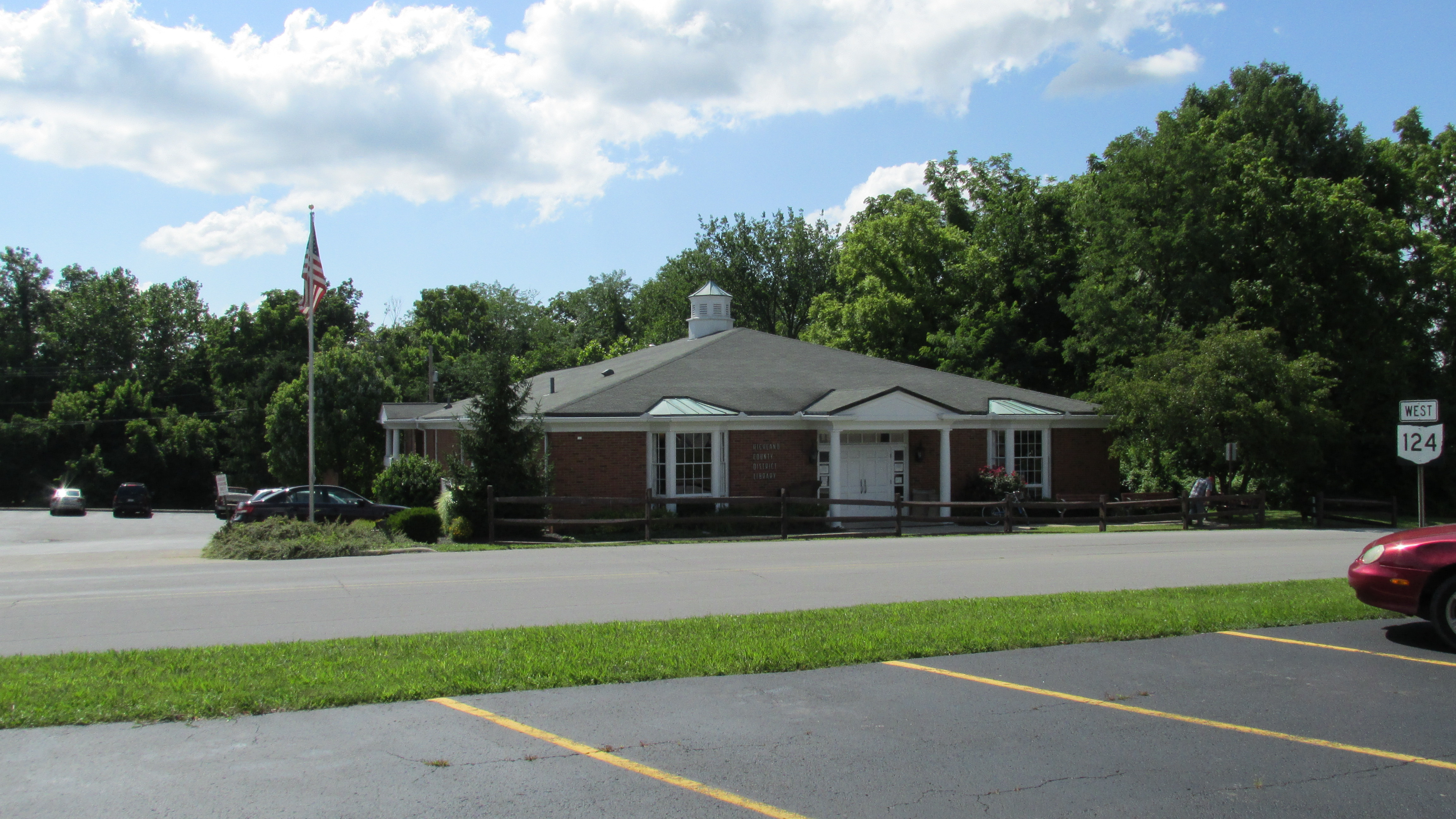
Общественная библиотека города Хиллсборо

По данным переписи населения 2000 года в округе проживает 40 875 жителей в составе 15 587 домашних хозяйств и 11 394 семей. Плотность населения составляет 29 человек на км². На территории округа насчитывается 17 583 жилых строений, при плотности застройки 12 строения на км². Расовый состав населения: белые — 96,88 %, афроамериканцы — 1,50 %, коренные американцы (индейцы) — 0,24 %, азиаты — 0,32 %, гавайцы — 0,04 %, представители других рас — 0,15 %, представители двух или более рас — 0,88 %. Испаноязычные составляли 0,53 % населения.
В составе 34,00% из общего числа домашних хозяйств проживают дети в возрасте до 18 лет, 58,40% домашних хозяйств представляют собой супружеские пары проживающие вместе, 10,30% домашних хозяйств представляют собой одиноких женщин без супруга, 26,90% домашних хозяйств не имеют отношения к семьям, 23,20% домашних хозяйств состоят из одного человека, 10,60% домашних хозяйств состоят из престарелых (65 лет и старше), проживающих в одиночестве. Средний размер домашнего хозяйства составляет 2,60 человека, и средний размер семьи 3,04 человека.
Возрастной состав округа: 27,00% моложе 18 лет, 8,50% от 18 до 24, 27,80% от 25 до 44, 22,80% от 45 до 64 и 13,80% от 65 и старше. Средний возраст жителя округа 36 лет. На каждые 100 женщин приходится 95,20 мужчин. На каждые 100 женщин старше 18 лет приходится 92,80 мужчин.
Средний доход на домохозяйство в округе составлял 35 313 USD, на семью — 41 091 USD. Среднестатистический заработок мужчины был 32 541 USD против 22 842 USD для женщины. Доход на душу населения был 16 521 USD. Около 9,00 % семей и 11,80 % общего населения находились ниже черты бедности, в том числе — 15,40 % молодежи (тех кому ещё не исполнилось 18 лет) и 11,40 % тех кому было уже больше 65 лет.